# Melodikrysset
Melodikrysset är ett radioprogram i Sveriges Radio P4 som sänds mellan kl 10-11 varje lördag, grundat 1965 med Peter Granberg som programledare, där en musikalisk ordfläta presenteras för lösning.  Programmets signaturmelodi heter "The more we are together" ("Ju mer vi é tillsammans", försvenskad av Ernst Rolf) och spelas av Russ Conway.
När Anders Eldeman slutade i juni 2022 vikarierade Micke Cederberg som programledare under sju lördagar.
Nya programledare från 20 augusti 2022 är Annika Jankell och Anna Charlotta Gunnarson som programleder varannan vecka.

## Historia

### Bakgrund
I slutet av 1962 presenterade kryss- och tävlingskonstruktören Jan-E. Israelsson ett förslag till ett program kallat Melodinöten. Programidén byggde på att var och en av 20 melodier gav en bokstav i ett korsord, och därmed bildade ord. Förslaget förkastades dock av underhållningsschefen Georg "Tuppen" Eliasson och programmet kom aldrig att sändas.
1965 föreslog Bengt Haslum programidén Melodikrysset för sina chefer Ulf Peder Olrog och Georg "Tuppen" Eliasson som hade efterfrågat förslag till ett nytt radioprogram. Den första omgången av Melodikrysset började 11 juni och serien omfattade 12 program med Peter Granberg som programledare. Korsordsmakare då var Röster i Radios Elve Hultqvist och Bengt Haslum producerade. Programmet blev snabbt populärt. Året därpå återkom man på nytt, och programmet har sänts varje vecka sedan dess.
Melodikrysset publiceras i de flesta dagstidningar och började publiceras på internet 2002, via Sveriges Radios webbplats och senare i mobiltelefon.

### Programledare
År 1965 blev  Peter Granberg programledare, och från 1976 fick han sällskap av programmets  producent Bengt Haslum. Denna duo var sedan programledare i över 15 år och firade bland annat det 1000:e programmet 5 april 1986. 1992 togs krysset över av Bo Schedin (1937-2020). Efter årsskiftet flyttade programmet från P3 till P4. Tre år senare, den 4 maj 1996, tog Anders Eldeman över som programledare och även korsordskonstruktör. Han gjorde sin sista sändning den 25 juni 2022. Under sju lördagar vikarierade sedan Micke Cederberg på programledarposten innan de två nya programledarna Annika Jankell och Anna Charlotta Gunnarson, som alternerar i rollen, tog över.
- Peter Granberg (1965–1988)
- Bengt Haslum (1976–1991[8])
- Bo Schedin (1992–1996)
- Anders Eldeman (1996–2022)
- Micke Cederberg (2022)
- Annika Jankell och Anna Charlotta Gunnarson (2022–)

## Musiker
Återkommande musiker, som spelar instrumentalversioner av olika kryssmelodier, är "Nils Dacke" och Lennart Palm.